# Giovanni Visconti Venosta
Giovanni Visconti Venosta, conosciuto anche come Gino (Milano, 4 settembre 1831 – Milano, 1º ottobre 1906), è stato un nobile, patriota e scrittore italiano.

## Biografia
Giovanni proveniva da una nobile famiglia di origine valtellinese residente a Grosio. Nel 1795 Nicola Visconti Venosta (1752-1828), il nonno, si trasferì a Tirano e il figlio Francesco (1797-1846) si spostò a sua volta nel 1823 a Milano, dove sposò Paola Borgazzi (m. 1864) e nacquero Emilio, Giovanni ed Enrico (1834-1881). Il primogenito Nicola era morto dopo pochi anni di vita.

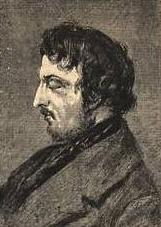
Cesare Correnti

Vivevano a Milano, ma passavano tutte le estati in Valtellina nelle case di Grosio e Tirano. Nell'estate del 1846, dopo una gita a Poschiavo, il padre Francesco morì improvvisamente all'età di 48 anni. Egli affidò la direzione degli studi letterari dei suoi figli a Cesare Correnti, pubblicista e uomo politico. I due fratelli frequentavano l'Istituto Boselli di Milano, ma la scuola politica dei due giovani era la casa di Correnti. Fu proprio lì che Giovanni venne a contatto con i libri di Berchet e Mazzini, che lesse avidamente, infiammandosi d'amor patrio per l'Italia e d'avversione per il dominio straniero e divenendo, insieme al fratello, un forte sostenitore di Mazzini.
Il 4 settembre 1847 Carlo Bartolomeo Romilli, nuovo arcivescovo ambrosiano, fece il solenne ingresso in città. Il fatto che la carica fosse ricoperta da un italiano - dopo che per ventotto anni era stata dell'austriaco Gaisruck - suscitò gli entusiasmi della popolazione, già infiammata dalle parole del nuovo papa Pio IX, il quale si era espresso a favore dell'Unità d'Italia. Le autorità austriache tentarono di contenere i festeggiamenti e la sera dopo ci fu un violento scontro, che causò un morto e alcuni feriti.
Il 5 settembre Giovanni era a Tirano, dove si recava subito dopo la fine della scuola. Pochi giorni dopo ricevette la visita di Cesare Correnti e del medico Romolo Griffini, i quali misero i Venosta al corrente degli eventi e pianificarono con loro altre azioni. Fu così che Giovanni, ancora adolescente, li seguì per i casolari dello Stelvio, dove il gruppo informava i contadini della situazione, e si divertì a scrivere su qualche muro Viva l'Italia, viva Pio IX.

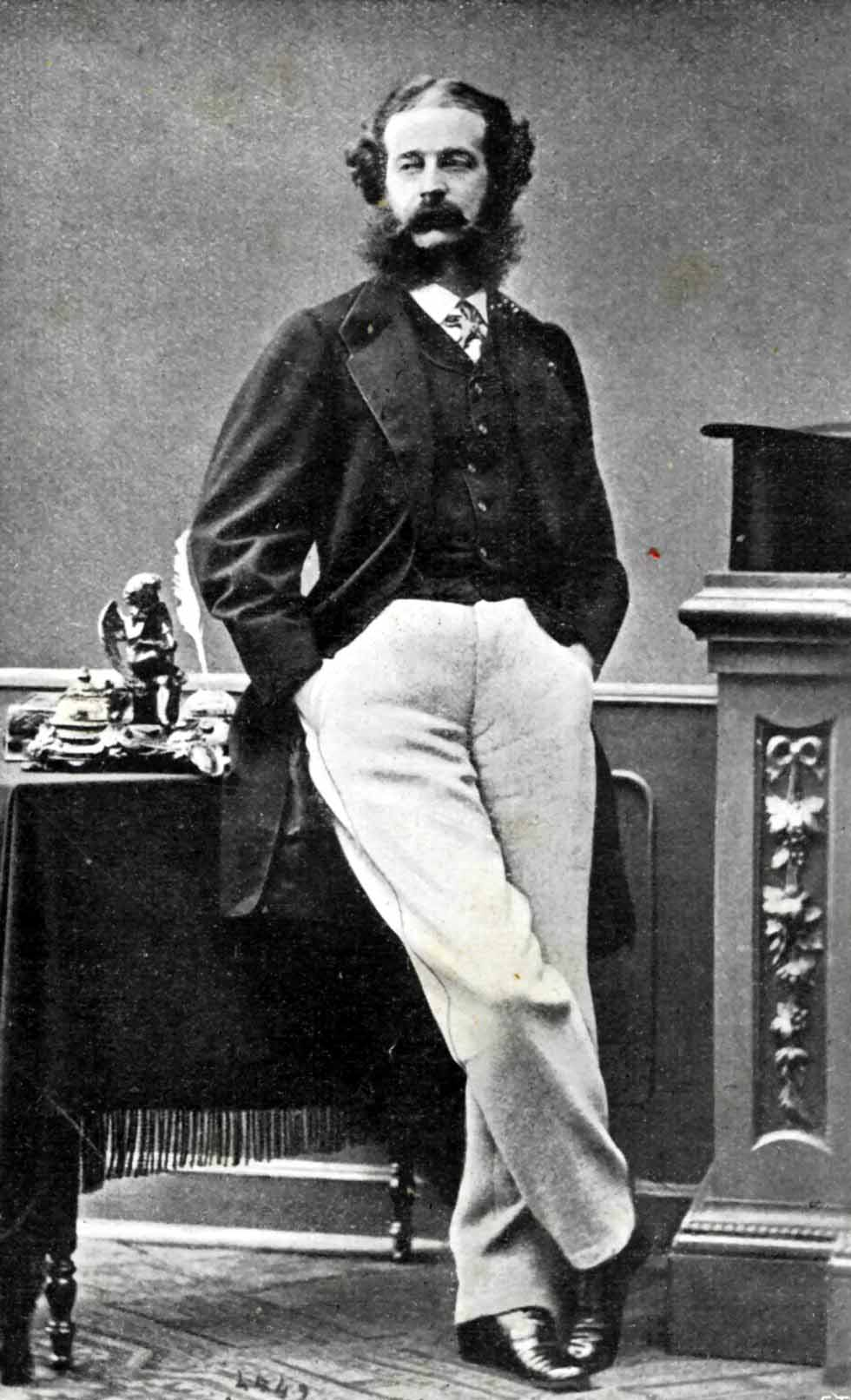
Emilio Visconti Venosta, fratello di Giovanni

Nel 1848 si arrivò alle Cinque giornate di Milano. Giovanni era troppo giovane per parteciparvi attivamente, come invece fece il fratello Emilio. Visse però in prima persona i sentimenti delle Cinque giornate, come la gioia di veder sventolare il tricolore sulla guglia del Duomo. In quel periodo, molti dovettero però abbandonare le proprie abitazioni perché occupate dagli Austriaci. I Visconti Venosta erano fra quelli: furono ospitati dalla signora Garnier, che gestiva un collegio femminile.
Gli Austriaci se ne andarono e a Milano venne formato un governo provvisorio, nel quale era occupato anche Correnti. Dopo le vittorie di Goito e la resa di Peschiera arrivarono le brutte notizie: la defezione del re di Napoli, il ritiro delle truppe papaline e la caduta di Vicenza. La vittoria stava per sfuggire. L'imminente ritorno degli Austriaci costrinse le famiglie dei notabili milanesi a cercare rifugio in Svizzera: così la famiglia di Giovanni, escluso Emilio perché arruolato a Bergamo con i Garibaldini, si trasferì a Bellinzona.

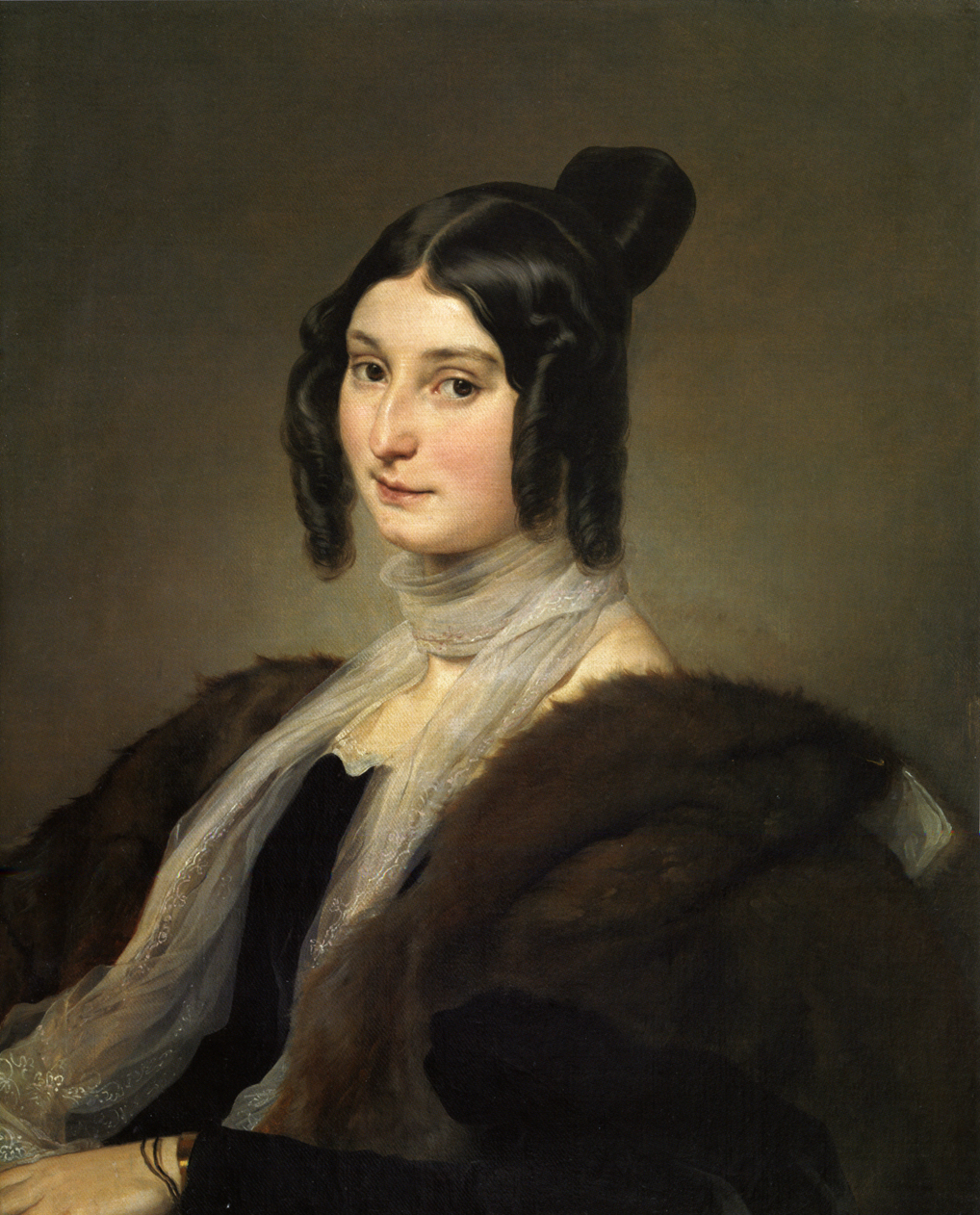
Clara Maffei, ritratta da Hayez

In quel clima di sconfitta che nasceva tra gli esuli, si diffondevano largamente l'idea di Mazzini e l'azione di Garibaldi. Giovanni si recava spesso a Lugano in visita al fratello; lì conobbe e vide parecchie volte Mazzini. Nell'ottobre del 1848 Giovanni tornò con la famiglia a Milano, una Milano zeppa di soldati croati. Quando si recò nella casa di Tirano, trovò la stessa situazione. Durante l'inverno tornò a Milano: iniziava un decennio di resistenza contro gli Austriaci.
Dopo uno scoraggiamento generale, ci furono uomini valenti che guidavano gli animi dei giovani universitari, fra i quali Giovanni (iscritto all'Università di Pavia). Nel 1850 Emilio lo introdusse per la prima volta in via Bigli, nuova sede del celebre salotto di Clara Maffei. Giovanni avviò una frequentazione pressoché quotidiana – imitando il fratello – della casa di Clara, cui fu legato da una duratura amicizia. Fu nel salotto Maffei, sempre più orientato in senso monarchico e sempre più convinto dell'aiuto fondamentale che il Piemonte poteva dare alla causa risorgimentale, che nelle menti dei due giovani si offuscarono le idee di Mazzini, lasciando prevalere quelle di Cavour. Oltre al salotto Maffei, dove aveva potuto conoscere anche Alessandro Manzoni, Giovanni frequentava la casa di Carmelita Fé Manara (vedova di Luciano), Dandolo e Carcano dove organizzava delle ricreazioni, consistenti in declamazioni di parodie e rappresentazioni comiche di marionette. Le sue parodie erano troppo evidenti e quindi le rappresentazioni furono vietate e a Giovanni fu tolto il passaporto. La più famosa parodia che egli scrisse è La partenza del Crociato, scritta a Tirano nel 1856.
Servì a diffondere le nuove idee dei liberali l'istituzione di corpi di pompieri volontari in Valtellina, attuata da Giovanni Visconti Venosta (che si prestava istruttore) e dall'amico, sindaco di Tirano, Giovanni Salis nel 1854. In quel decennio fece inoltre molti viaggi con il fratello: visitò tutta l'Italia e anche Parigi.

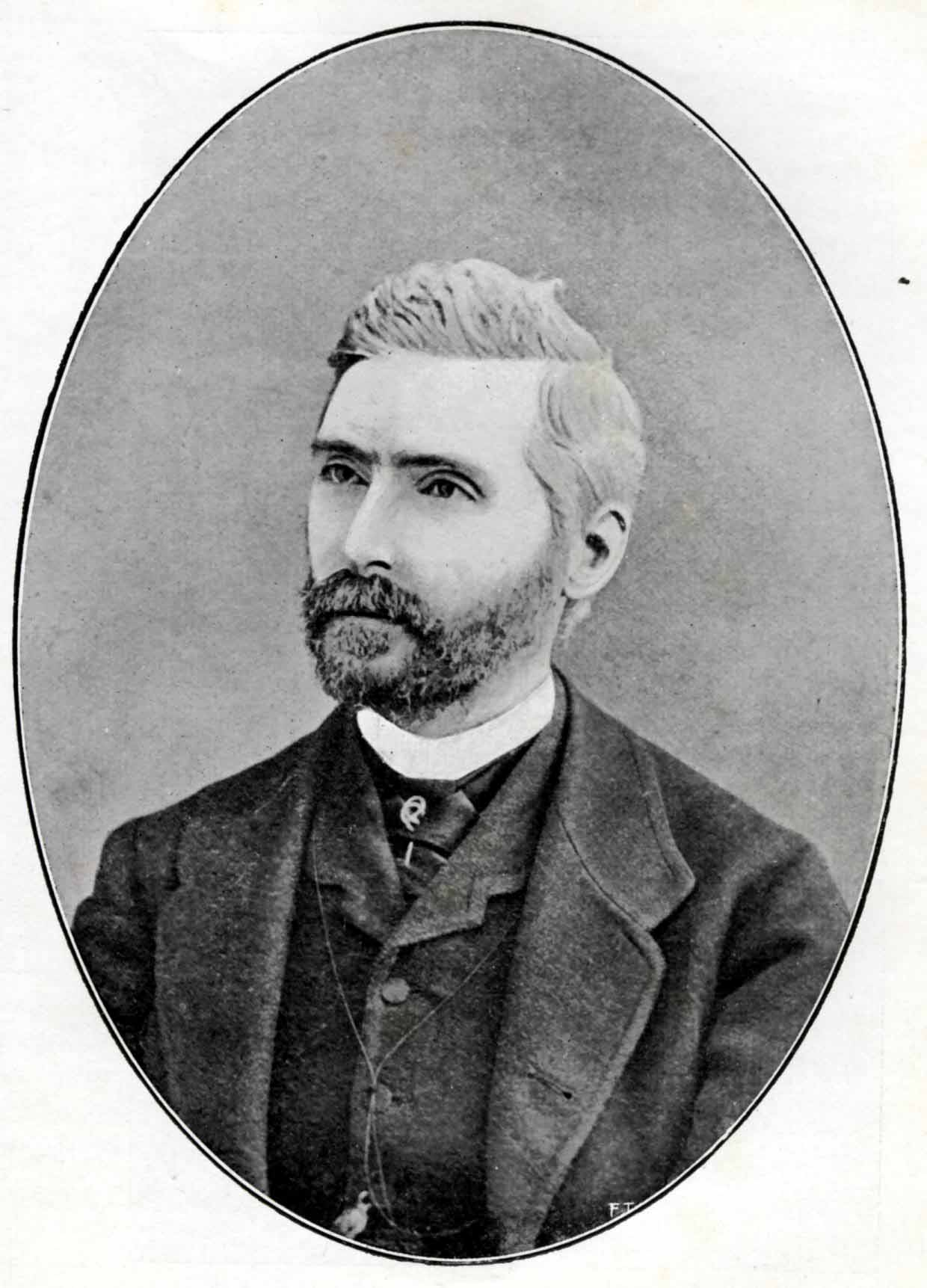
Carlo Tenca

Nei salotti milanesi incontrò Laura D'Adda (allora sposata Scaccabarozzi) che, rimasta vedova anni più tardi, sposò. Dopo il funerale di Emilio Dandolo, nel 1859, i due Visconti-Venosta furono sospettati e costretti a rifugiarsi in Piemonte. Tuttavia, le modalità delle due fughe furono alquanto diverse. Se Emilio riuscì a partire in tempo, avvertito da Rosa Bargnani, Giovanni andò incontro a peripezie d'ogni tipo. Prima di lasciare la città meneghina aveva, infatti, deciso di aspettare tre bresciani cui consegnare dei contrassegni necessari per emigrare. Nella notte la polizia fece irruzione in casa sua: Giovanni fuggì da una porta laterale e corse a chiedere aiuto. Pensò di rivolgersi a Costantino Garavaglia, ma era appena stato arrestato. A casa Carcano non ebbe miglior fortuna. Fatta svegliare allora Clara Maffei, che contattò immediatamente Carlo Tenca, Visconti Venosta si avvide di essere senza soldi. A pochi metri di distanza si trovava la casa di Laura d'Adda Salvaterra Scaccabarozzi; fu lei a fornirgli il denaro necessario, mentre Tenca lo accompagnò fuori dalla città. La parte più avventurosa nell'evasione dai territori austriaci fu sicuramente quella finale. Giunto a Lonate Pozzolo, nei pressi del Ticino, passò la notte da un patriota (Ernesto Tirinanzi 1808-1884) che conosceva il Commissario della dogana. Siccome in quei giorni si parlava di prolungare la ferrovia a cavalli di Tornavento, i due ebbero l'idea di spacciarlo per l'ingegnere incaricato di dirigere i lavori. Dopo aver promesso al Commissario una raccomandazione per il figlio, Giovanni ottenne il permesso di andare a fare una ricognizione sulla riva opposta del fiume e fu così libero.
Ora che i fratelli erano a Torino, Giovanni ricominciò a frequentare casa Correnti, il quale era esule già da tempo. Ebbe occasione di parlare con Garibaldi e con Cavour, che lo nominò membro di una commissione consultiva per la Lombardia, nella quale Giovanni fungeva anche da segretario.
Qualche mese dopo la fuga in Piemonte, Giovanni tornò in Valtellina, dove lo aspettava l'incarico di Commissario regio durante l'insurrezione popolare locale. Egli si fece notare per la sua abilità diplomatica nel contrapporre pacificamente le idee di Cavour a quelle di Garibaldi.
Dopo l'armistizio di Villafranca, Giovanni lasciò l'incarico valtellinese e si recò a Milano, questa volta una Milano in festa: specialmente il 16 febbraio 1860, giorno in cui il re Vittorio Emanuele II, seguito da Camillo Cavour, entrò solennemente nella città.
Con l'Unità d'Italia terminò la vita del cospiratore e iniziò quella del conservatore. Giovanni, da quel momento in poi, si comportò esclusivamente da abile diplomatico. Nel 1865 venne eletto per una legislatura al Parlamento, come deputato del primo collegio di Milano; ciò nonostante preferì lasciare la carriera politica al fratello.
Ad ogni modo non stette con le mani in mano: lo dimostra un sommario elenco delle sue cariche:
Presidente dell'Associazione costituzionale, Socio fondatore della Società storica lombarda, Commissario per i monumenti di Sondrio, Presidente del Museo del Risorgimento, Presidente del Consiglio di amministrazione del Collegio Reale delle fanciulle, Presidente dell'Associazione generale degli operai, Consigliere d'amministrazione della società per lo sviluppo delle imprese elettriche, Consigliere della Società anonima d'assicurazioni contro gli infortuni, Vicepresidente della Società telefonica dell'Alta Italia, Consigliere dell'amministrazione della Società Mediterranea, Presidente della Commissione di soccorso per l'emigrazione veneta, Presidente della Società degli autori ed editori, cofondatore del quotidiano La Perseveranza, Sovrintendente scolastico a Milano, assessore e consigliere del Comune di Milano, assessore dell'Amministrazione provinciale della Provincia di Sondrio.
Nel 1890 venne nominato consigliere delegato dell'Anonima Grandine, azienda di assicurazioni fondata da Pio Pontremoli.
La moglie Laura D'Adda non gli diede figli. Si spense nel 1904, quando Giovanni stava ripubblicando Ricordi di Gioventù, alla cui stesura la moglie aveva collaborato.
Due anni dopo, il 1º ottobre 1906, Giovanni Visconti Venosta morì a Milano dopo una breve malattia, all'età di 75 anni. I funerali si svolsero in San Fedele, con larga partecipazione del popolo, ma venne sepolto a Grosio, nella tomba di famiglia.

## Le opere

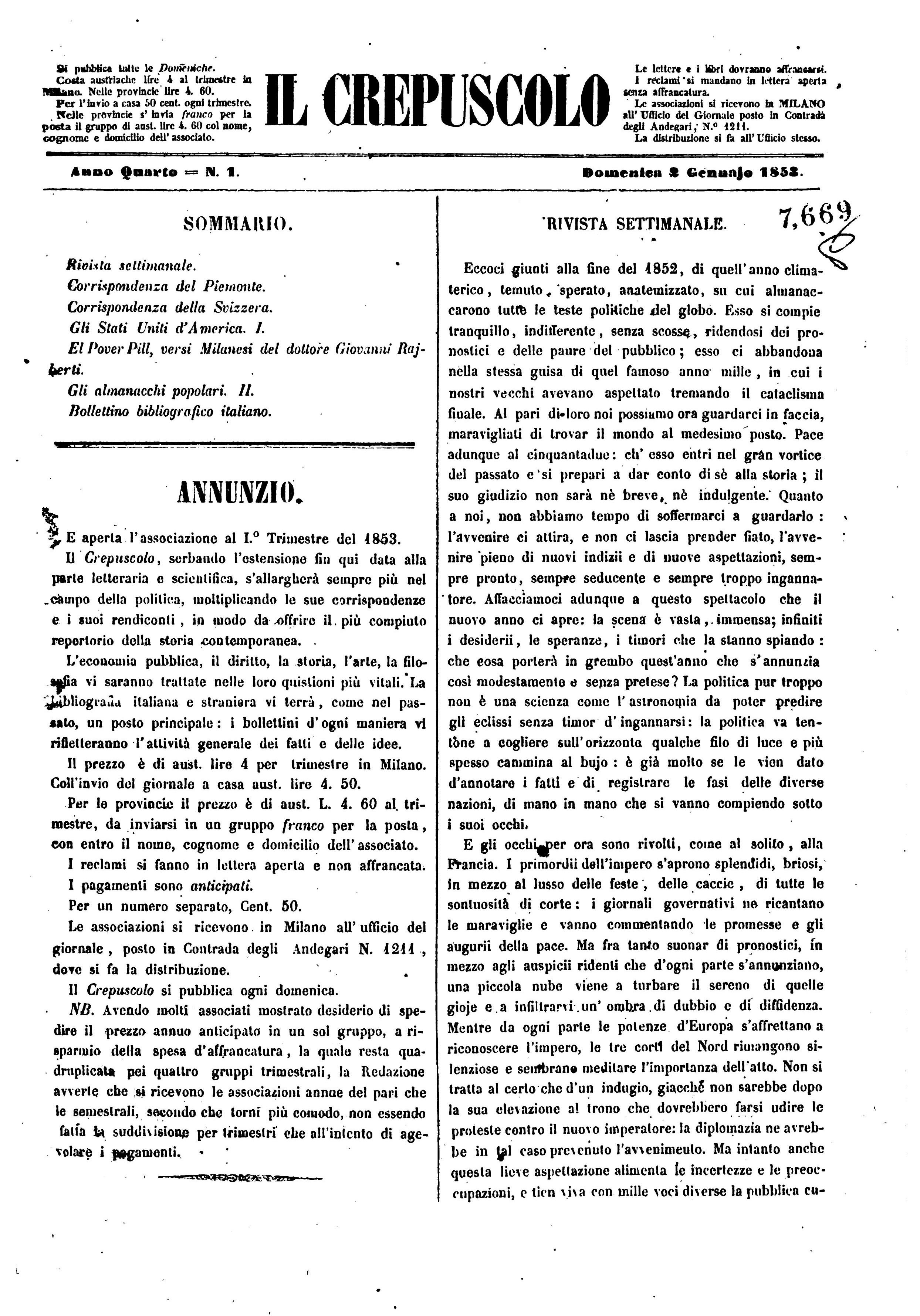
Prima pagina de Il Crepuscolo

Giovanni Visconti Venosta scrisse su Il Crepuscolo, rivista settimanale di scienze, lettere, arti, industria e commercio fondata da Carlo Tenca nel 1850, e su La Perseveranza già dal 1859.
Nel 1856 compone a Tirano La partenza del Crociato, ballata in cui nasce il famoso personaggio del Prode Anselmo, protagonista della stessa, pubblicata tra i Ricordi di gioventù nel 1904.
Nel 1871 pubblica a Firenze la sua prima raccolta di novelle dal semplice titolo Novelle, una delle quali, Lo scartafaccio dell'amico Michele, era già stata stampata in estratto presso la tipografia de La Perseveranza e sarà pubblicata poi, nel 1899, come lettura consigliata per i ragazzi delle scuole.
Nel 1886 uscì a Milano il suo unico romanzo: Il curato di Orobio, racconto tipicamente manzoniano con un contenuto tuttavia originale che contrappone ad un clero rozzo e intransigente uno liberale e patriottico. Nello stesso anno, pubblicò in cento esemplari Nicolò e la questione di Oriente, tragedia-parodia per marionette che aveva composto nel 1855 e che recitò personalmente nei salotti milanesi.
Nel 1897 diede alle stampe la seconda raccolta di novelle Nuovi racconti.
Negli ultimi anni dell'800 scrisse, con l'aiuto della moglie Laura, Ricordi di Gioventù. Cose vedute o sapute, pubblicato nel 1904 per i tipi milanesi di Cogliati. Il libro ebbe grande successo, fu recensito anche da giornali stranieri e ne uscirono altre due edizioni nei due anni successivi. È considerato da molti il miglior libro sul Risorgimento lombardo.

## Albero genealogico
|                            |   |                                   | Genitori                              |  |  | Nonni |  |  | Bisnonni                   |  |  | Trisnonni               |  |
|                            |   |                                   |                                       |  |  |       |  |  | Francesco Visconti Venosta |  |  | Nicolò Visconti Venosta |  |
|                            |   |                                   |                                       |  |  |       |  |  | Francesco Visconti Venosta |  |  | Nicolò Visconti Venosta |  |
|                            |   | Anna Stoppani                     |                                       |  |  |       |  |  | Francesco Visconti Venosta |  |  |                         |  |
| Nicolò Visconti Venosta    |   |                                   |                                       |  |  |       |  |  | Francesco Visconti Venosta |  |  |                         |  |
|                            |   | Maria Piazzi                      | …                                     |  |  |       |  |  |                            |  |  |                         |  |
|                            |   | Maria Piazzi                      | …                                     |  |  |       |  |  |                            |  |  |                         |  |
|                            |   | Maria Piazzi                      | …                                     |  |  |       |  |  |                            |  |  |                         |  |
| Francesco Visconti Venosta |   | Maria Piazzi                      |                                       |  |  |       |  |  |                            |  |  |                         |  |
|                            |   | Fabio Castiglioni, conte palatino | Francesco Castiglioni, conte palatino |  |  |       |  |  |                            |  |  |                         |  |
|                            |   | Fabio Castiglioni, conte palatino | Francesco Castiglioni, conte palatino |  |  |       |  |  |                            |  |  |                         |  |
|                            |   | Fabio Castiglioni, conte palatino | Angela Pusterla                       |  |  |       |  |  |                            |  |  |                         |  |
| Francesca Castiglioni      |   | Fabio Castiglioni, conte palatino |                                       |  |  |       |  |  |                            |  |  |                         |  |
|                            |   | Ippolita Piccinelli               | Giuseppe Piccinelli                   |  |  |       |  |  |                            |  |  |                         |  |
|                            |   | Ippolita Piccinelli               | Giuseppe Piccinelli                   |  |  |       |  |  |                            |  |  |                         |  |
|                            |   | Ippolita Piccinelli               | …                                     |  |  |       |  |  |                            |  |  |                         |  |
| Giovanni Visconti Venosta  |   | Ippolita Piccinelli               |                                       |  |  |       |  |  |                            |  |  |                         |  |
|                            | … | …                                 |                                       |  |  |       |  |  |                            |  |  |                         |  |
|                            | … | …                                 |                                       |  |  |       |  |  |                            |  |  |                         |  |
|                            | … | …                                 |                                       |  |  |       |  |  |                            |  |  |                         |  |
| Carlo Borgazzi             | … |                                   |                                       |  |  |       |  |  |                            |  |  |                         |  |
|                            |   | …                                 | …                                     |  |  |       |  |  |                            |  |  |                         |  |
|                            |   | …                                 | …                                     |  |  |       |  |  |                            |  |  |                         |  |
|                            |   | …                                 | …                                     |  |  |       |  |  |                            |  |  |                         |  |
| Paola Borgazzi             |   | …                                 |                                       |  |  |       |  |  |                            |  |  |                         |  |
|                            |   | …                                 | …                                     |  |  |       |  |  |                            |  |  |                         |  |
|                            |   | …                                 | …                                     |  |  |       |  |  |                            |  |  |                         |  |
|                            |   | …                                 | …                                     |  |  |       |  |  |                            |  |  |                         |  |
| Rosa Caimi                 |   | …                                 |                                       |  |  |       |  |  |                            |  |  |                         |  |
|                            |   | …                                 | …                                     |  |  |       |  |  |                            |  |  |                         |  |
|                            |   | …                                 | …                                     |  |  |       |  |  |                            |  |  |                         |  |
|                            |   | …                                 | …                                     |  |  |       |  |  |                            |  |  |                         |  |
|                            |   | …                                 |                                       |  |  |       |  |  |                            |  |  |                         |  |